# Silent Hill: Homecoming
Silent Hill: Homecoming – szósta (wliczając Origins) odsłona serii gier Silent Hill, jednego ze sztandarowych produktów Konami. Odpowiada za nią amerykańskie studio Double Helix Games. Gra została wydana 30 września 2008 roku na PlayStation 3 i Xbox 360, a następnie 6 listopada 2008 na PC. W Europie pojawiła się jednocześnie na trzy ww. platformy sprzętowe 27 lutego 2009 roku. W przeciwieństwie do amerykańskiej, europejska wersja PC została wydana w wersji pudełkowej.

## Fabuła
Głównym bohaterem tej historii jest młody weteran wojenny – Alex Shepherd, który po ukończonej służbie wraca do swojej rodzinnej miejscowości – Shepherd's Glen. Nie jest to jednak to samo miasto, jakie zapamiętał – ulice miasta stały się opustoszałe; ogarnia je mrok, ciemność i gęsta mgła. Powróciwszy do swojego domu, spotyka w nim jedynie chorą matkę, od której dowiaduje się o tajemniczym zniknięciu ojca i młodszego brata Joshuy. Na początku, miejscem jego poszukiwań rodziny będzie Shepherd's Glen, a następnie Silent Hill – i to właśnie w tym mieście, Alex odkryje tajemnicę swojej rodziny.

### Zakończenia
"Silent Hill: Homecoming” oferuje jedno dobre zakończenie, trzy złe i jedno bonusowe UFO. Czynniki zdobycia głównych zakończeń różnią się od tych w poprzednich odsłonach. Tymi czynnikami są:
- zastrzelenie lub odmowa zastrzelenia matki, zanim ta zostanie rozerwana przez machinę.
- wybaczenie lub niewybaczenie mężczyźnie w konfesjonale, którym okazuje się być ojciec bohatera.
- podarowanie Wheelerowi apteczki lub pozostawienie go na śmierć.

## Ścieżka dźwiękowa
Soundtrack „Silent Hill: Homecoming” (skomponowany przez Akirę Yamaokę) nie doczekał się jeszcze oficjalnego wydania, jedynie w Stanach Zjednoczonych jest dostępna jego promocyjna edycja. Wśród 21 dostępnych utworów znajdują się 4 wokalne, śpiewane przez Mary Elizabeth McGlynn – „One More Soul to Call”, „The Sacred Line”, „Alex Theme” i „Elle Theme”.

## Oceny
Oceny Silent Hill: Homecoming są bardzo mieszane, prócz stron TeamXbox i X-Play, które przyznały grze dobre oceny:
- Zbiór wszystkich ocen:
  - GameRankings – 75% (Xbox 360), 74% (PS3)
  - Metacritic – 72/100 (Xbox 360), 72/100 (PS3)
- Oceny pojedyncze:
  - 1UP.com – B
  - Game Informer – 6.5/10
  - GamePro – 3/5
  - Game Revolution – B
  - GameSpy – 3.5/5
  - IGN – 6.7/10
  - Official Xbox Magazine – 6.5/10
  - TeamXbox – 8.4/10
  - X-Play – 4/5